# Leichtathletik-Weltmeisterschaften 2015/Teilnehmer (Ruanda)
| Gelbes Symbol für Goldmedaillen mit stilisierten Olympischen Ringen | Graues Symbol für Silbermedaillen mit stilisierten Olympischen Ringen | Braundes Symbol für Bronzemedaillen mit stilisierten Olympischen Ringen |
| ------------------------------------------------------------------- | --------------------------------------------------------------------- | ----------------------------------------------------------------------- |
| —                                                                   | —                                                                     | —                                                                       |

Der Leichtathletikverband Ruandas nominierte einen Athleten für die Leichtathletik-Weltmeisterschaften 2015 in der chinesischen Hauptstadt Peking.

## Ergebnisse

### Männer

#### Laufdisziplinen
| Athlet            | Disziplin | Vorlauf      | Vorlauf | Halbfinale | Halbfinale | Finale             | Finale             |
| Athlet            | Disziplin | Zeit         | Platz   | Zeit       | Platz      | Zeit               | Platz              |
| ----------------- | --------- | ------------ | ------- | ---------- | ---------- | ------------------ | ------------------ |
| Félicien Muhitira | 5000 m    | 14:11,12 min | 35      |            |            | nicht qualifiziert | nicht qualifiziert |